# Dziadek do orzechów (film 1990)
Dziadek do orzechów (ang. The Nutcracker Prince) – amerykańsko-kanadyjski film animowany z 1990 roku będący adaptacją powieści o tej samej nazwie E.T.A. Hoffmanna. W latach 90. film został wydany na kasetach VHS z angielskim dubbingiem i polskim lektorem, którym był Janusz Szydłowski.

## Fabuła
Rodzina Clary obchodzi Wigilię. Clara jest zazdrosna i smutna, gdyż jej starsza siostra Louise, ma chłopaka. Rozwesela się z chwilą, gdy ekscentryczny wujek Drosselmeier przybywa do ich domu i przynosi specjalne prezenty: przepiękny zamek dla lalek oraz Dziadka do orzechów. Drosselmeier wręcza go Clarze i opowiada jej historię o tym, jak jego bratanek Hans przemieniony w Dziadka do orzechów staje się Księciem lalek.

## Obsada
- Kiefer Sutherland – Hans / Dziadek do orzechów
- Megan Follows – Clara
- Mike MacDonald – Król Myszy
- Peter O’Toole – Pantaloon
- Phyllis Diller – Królowa Myszy
- Peter Boretski – Wujek Drosselmeier
- Lynne Gorman – Trudy
- George Merner – dr Stahlbaum
- Stephanie Morgenstern – Louise
- Christopher Owens – Erik
- Diane Stapley – Mrs. Ingrid Stahlbaum
- Mona Waserman – księżniczka Perlipat
- Noam Zylberman – Fritz
- Frank Welker – Pavlova

## Wersja polska

### VHS
Wersja z angielskim dubbingiem i polskim lektorem.
- Dystrybucja: Vision[1][2]
- Czytał: Janusz Szydłowski

## Piosenki
- Always Come Back to You w wykonaniu Natasha's Brother i Rachele Cappelli
- Save the Dance w wykonaniu Megan Follows (Clara)

## Odbiór

### Box Office
Z dniem 21 listopada 1990 roku film Dziadek do orzechów zarobił $1.7 miliona dolarów w Stanach Zjednoczonych. Dwa dni później, 23 listopada, film zarobił dodatkowo $2 miliony dolarów w Kanadzie.

### Krytyka w mediach
Film Dziadek do orzechów spotkał się z negatywnymi ocenami od krytyków. Serwis Rotten Tomatoes, w oparciu o siedem omówień okazał mu 14-procentowe wsparcie.